# Con il cuore in mano
Con il cuore in mano è il quarto album del cantante e attore siciliano Francesco Benigno in lingua napoletana, pubblicato nel 2002.

## Tracce
1. Lettera d'amore
2. Amanti noi
3. Promesse
4. Ma pecchè
5. Tornerò
6. Fare l'amore
7. Nun c'iappiccecamme ancora
8. Restammo n'zieme